# Evergestis dognini
Evergestis dognini là một loài bướm đêm trong họ Crambidae.